# Gunhild Kyle
Gunhild Maria Kyle, ogift Karlson, född 28 augusti 1921 i Haga församling i Göteborg, död 14 februari 2016 i Stockholm, var en svensk historiker. Hon var adjunkt vid Vasa kommunala flickskola i Göteborg, vid högstadium i Partille och lektor vid gymnasium i Stenungsund. 1984 utnämndes hon Nordens första professor i kvinnohistoria vid Göteborgs universitet där hon verkade till 1987/1988, varefter hon blev emerita. Hennes forskning, där hon bland annat problematiserade könsstrukturer, bidrog till framväxten av genusvetenskap som ämne.
Hon är författare till Svenska flickskolor under 1800-talet (1970, avhandling med samma namn 1972) och Gästarbeterska i manssamhället (1979) samt uppsatser i diverse tidskrifter. Dessutom fungerade hon som redaktör för Handbok i svensk kvinnohistoria.

## Biografi

### Bakgrund och karriär
Gunhild Kyle föddes 1921 och växte upp i Göteborg, där hon var yrkesverksam under många år. Hon var dotter till försäljningschefen Gunnar Karlson och kontoristen Karin Karlson, född Lundstedt. De saknade akademisk utbildning men uppmuntrade sina barn till studier. För Gunhild Kyle blev det först flickskola och därefter gymnasium. Hon var den första i sin släkt som tog studenten. På 1940-talet inledde hon universitetsstudier i bland annat historia och år 1950 avlade hon filosofisk ämbetsexamen vid Göteborgs högskola. I samband därmed mötte hon också Per Gunnar Kyle, som hon var gift med 1946–1974.
Kyles yrkesverksamhet började utanför högskolevärlden som adjunkt vid Vasa kommunala flickskola i Göteborg. På 1960-talet fortsatte hon de akademiska studierna. Hon blev filosofie licentiat 1970, filosofie doktor 1972 och docent i historia 1979. Den 8 mars 1984, på den internationella kvinnodagen, utnämndes hon till professor i kvinnohistoria vid Göteborgs universitet. Hon var därmed professurens första innehavare.
Redan i samband med de grundläggande högskolestudierna på 1940-talet var Kyles forskning inriktad på kvinnors historia – och i någon mån kan hennes forskningsinriktning också knytas till hennes egna livserfarenheter. Utbildning var för henne ett viktigt medel för att motverka rådande ojämlikhet, mellan både könen och samhällets klasser, vilket hon själv genom sin bildningsresa var bevis på. Hennes vetenskapliga författarskap inleddes i 1960- och 1970-talens ambitioner att synliggöra kvinnors betydelse i samhället och avslutades i de analyser av samhälleliga könsmaktstrukturer som var utgångspunkt för den genushistoriska forskning som aktualiserades mot slutet av 1980-talet.

### Forskning och författarskap
Mot bakgrund av att Sverige i allt högre grad kommit att utvecklas till ett samhälle där utbildning krävdes för högre tjänster studerade Kyle i sin doktorsavhandling, Svensk flickskola under 1800-talet, 1972, i vad mån flickor erbjöds sådana möjligheter. I en patriarkal idétradition, som Sverige delade med andra europeiska länder, såg Kyle förklaringarna till att arbetarnas och allmogens flickor i hög grad fick nöja sig med ett minimimått av utbildning i folkskola, och att de borgerliga flickorna hindrades från att läsa lika avancerade kurser som läroverkspojkarna. Den strukturella effekten av undervisningsväsendets könsdiskriminering blev att männen hade fortsatt företräde till ledande positioner på arbetsmarknaden.
I Kyles andra bok, Gästarbeterska i manssamhället: studier om industriarbetande kvinnors villkor i Sverige, 1979, analyseras förutsättningarna för efterkrigstidens könsuppdelade arbetsmarknad. Resultaten visar att även om samtidens uppfattningar om arbetsdelning och arbetsledning kan sägas ha varit könsneutrala byggde de på en självklar men outtalad maktrelation mellan kvinnor och män. Kvinnor hade ansvar för familj och barn medan familjelivet bara var ”en hobby” för män. Offentligt finansierad barnomsorg var därför en viktig faktor bakom kvinnors större yrkesengagemang. I efterkrigstidens industriproduktion var emellertid efterfrågan på arbetskraft mycket stor. Eftersom kvinnor inte ansågs pålitliga nog för att tillgodose behovet – offentlig barnomsorg var bristfällig – var arbetsgivare såväl som fackföreningar positiva till import av utländsk arbetskraft. Näringslivet och statsmakterna förenades i en uppfattning som utgick från att både kvinnor och utländska män utgjorde en arbetskraftsreserv.
I Handbok i svensk kvinnohistoria, 1987, samlade Kyle ett antal forskare som med varierande utgångspunkter diskuterade kvinnors villkor ur historiskt perspektiv. I boken bidrar hon själv med ett par sammanfattande uppsatser och i inledningen drar hon upp riktlinjerna för vad ett könsperspektiv på det förflutna kan och bör innebära. Vid den tidpunkten var kvinnohistoria en särskild inriktning, något som hennes egen forskning bidragit till.
Kyle hade inte planerat att göra en akademisk karriär. Forskarstudierna gjordes för att det krävdes för tjänsten som lektor i historia vid gymnasiet i Stenungsund, dit hon hade för avsikt att återvända efter sin disputation. En bakgrund till att det ändå blev så ges av att avhandlingen publicerades i serien Kvinnohistoriskt arkiv, vars redaktion utgjordes av bibliotekarierna Asta Ekenvall och Rosa Malmström. De hade grundat Kvinnohistoriskt arkiv (numera Kvinnsam) 1958 och deltog också i det av Gunnar Qvist ledda kvinnohistoriska seminariet. Miljön kring arkivet och seminariet var inspirerande och stöttande. Några manliga kollegor uppmuntrade också. Idéhistorikern Henrik Sandblad var en. Viktigast för Kyle var dock Gunnar Qvist som hon från och med 1974 sammanlevde och arbetade tillsammans med. Gemensamt författade de bland annat boken Kvinnorna i männens samhälle, 1974, där de pekar på de två sfärer som i särskilt hög grad försvårar faktisk jämställdhet mellan kvinnor och män: arbetsmarknaden och familjen.

### Senare karriär
Kyles studier om industriarbetets villkor skedde inom ramen för forskningsprojektet Kvinnorna i industrialismens samhälle, vilket leddes av Gunnar Qvist som av regeringen erhöll professors namn för sin forskning. Efter hans frånfälle 1980 beslöts att professuren skulle lysas ut och efter sakkunnigprövning placerades Kyle i främsta förslagsrummet. Den 8 mars 1984 utnämndes hon till professor i kvinnohistoria vid Göteborgs universitet, Nordens enda professur med den inriktningen. Professuren placerades i Göteborg påverkat av Qvists kvinnohistoriska forskning på universitetet samt det kvinnohistoriska arkivet på Göteborgs universitetsbibliotek.
På universitetet ledde Kyle det kvinnohistoriska seminariet, handledde doktorander, undervisade studenter och forskade. Samtidigt tog hon ansvaret för folkbildning på allvar. Det var därför helt naturligt för henne att engagera sig i Kvinnofolkhögskolan i Göteborg, vars verksamhet startade 1985. Under flera år satt hon även i skolans styrelse.
Professorstjänstgöringen vid Historiska institutionen varade endast fram till 1987, tre år som hon upplevde som svåra. Det fanns en nedlåtande inställning mot ämnet kvinnohistoria, kvinnliga lärare och studenter. Motståndet var inte personligt utan strukturellt: ”Det var tunga år och jag är glad att de är slut och att jag överlevde.” Kyle tog även strid för sitt ämne, när det riskerades att omdefinieras vid tillsättningen av hennes efterträdare (Yvonne Hirdman) som professor. Den korta tid Kyle fick möjlighet att verka som professor i kvinnohistoria sammanfattas väl av titeln på en av hennes mest kända publikationer. Hon var själv en gästarbeterska i manssamhället, men satte likväl djupa avtryck i forskningen och bland forskarna.

### Sista år
För sina insatser tilldelades hon 2014 Göteborgs stads förtjänsttecken.
Gunhild Kyle avled 2016 i Stockholm, och hennes begravning skedde 8 mars detta år (32 år efter utnämningen till professor) på Skogskyrkogården i Stockholm. Hon vilar i minneslunden på Stampens kyrkogård i Göteborg.

## Familj
Kyle var gift 1946–1974 med lektor Per Gunnar Kyle (1919–2006); tillsammans fick de barnen historikern Jörgen Kyle (född 1950) och skådespelaren Sissela Kyle (född 1957). Från 1974 var hon sambo med professor Gunnar Qvist (1916–1980).